# هالی مدیسون
هالی مدیسون  (به انگلیسی: Holly Madison) بازیگر و مدل امریکایی، زاده ۱۹۷۹ میلادی در شهر آستوریا واقع در ایلات اورگن است 

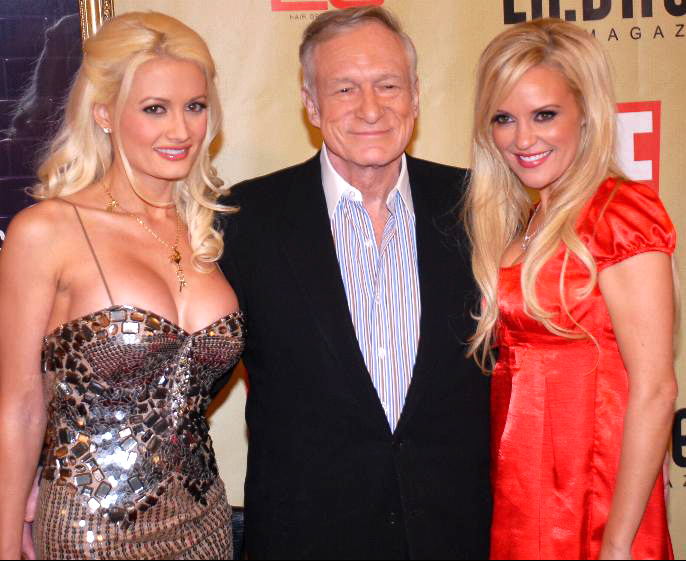
هالی مدیسون نفر سوم سمت راست در کنار شوهر سابقش هیو هفنر

.